# AXN Black
AXN Black es un canal operado por Sony Pictures Television International Networks Europe. Su programación se centra principalmente en series y películas de acción y ciencia ficción. 
Posee 2 señales: AXN Black CE, que se lanzó el 1 de octubre de 2013 en Hungría, Polonia, Rumanía, Chequia, Eslovaquia, Bulgaria y Moldavia reemplazando a AXN Sci-Fi; y AXN Black Deutschland, que inició emisiones el 1 de septiembre del 2023 en sustitución a la versión alemana de AXN. 
También existía otra señal, AXN Black Portugal, que inició emisiones en Portugal, Angola y Mozambique el 9 de mayo de 2011 sustituyendo a Animax. Sin embargo, el 17 de febrero de 2020 el canal fue reemplazado por AXN Movies.
El 1 de octubre de 2021, Sony Pictures Television Networks vendió sus canales de televisión de Europa Central a Antenna Group. El 3 de octubre de 2017, el canal fue reemplazado por Sony Movie Channel en Hungría, que pasó a llamarse Viasat Film el 24 de marzo de 2022.

## Programación actual

### Polonia
- Alex Rider
- Ghost in the Shell
- Justified (previously on AXN Black Central Europe)
- Léo Matteï, Brigade des mineurs
- NCIS
- Robot Chicken
- S.W.A.T.
- The Brave
- The Shield
- Total Car
- Znaki

Fuente:

### Europa Central
- Celebs In Solitary
- Designated Survivor
- Heroes and Villains
- Paroysiaste
- Relic Hunter
- S.W.A.T.
- Total Car
- Ultraviolet

Fuente:

## Imagen corporativa

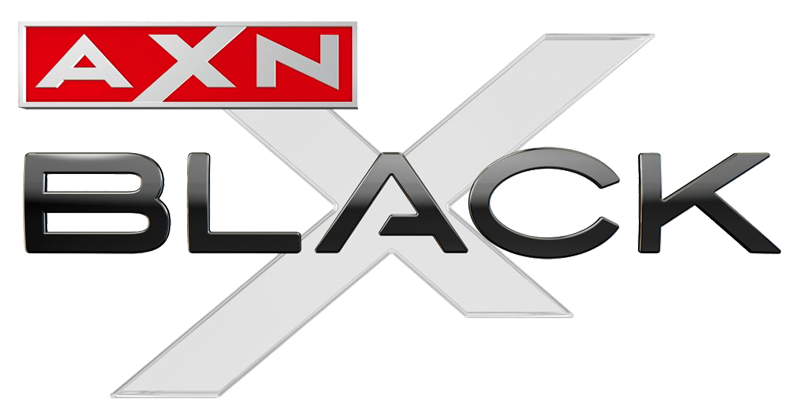
2011 - 2015
Desde 2015